# کاکتوس‌های جاسوزنی
کاکتوس‌های جاسوزنی (نام علمی: Escobaria) نام یک سرده از زیرخانواده کاکتوس‌واریان  بود